# ابول خارون

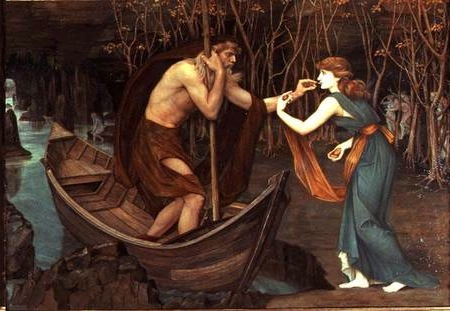
خارون و روح (۱۸۸۳)، تفسیر پیش از انجمن برادری پیشارافائلی از اسطوره توسط جان رودام اسپنسر استانهوپ

ابول خارون (به انگلیسی: Charon's obol) اصطلاح کنایه‌ای برای سکه‌ای است که قبل از دفن در دهان یا روی دهان مرده گذاشته می‌شود. منابع ادبیات یونان باستان و منابع ادبیات لاتین سکه را به‌عنوان یک ابول (سکه) مشخص می‌کنند و آن را به‌عنوان پرداخت یا رشوه برای خارون، قایقران (فرابر) است/ خارون روح‌ها را به آن سوی رودخانه که دنیای زندگان را از دنیای مردگان جدا می‌کرد، می‌رساند. نمونه‌های باستان‌شناختی این سکه‌ها، با ارزش‌های مختلف در عمل، مشهورترین اشیای اثاث قبر از اروپای دوران باستان نامیده شده‌است.
این رسم عمدتاً با یونان باستان و روم باستان مرتبط است، اگرچه در خاور نزدیک باستان نیز یافت می‌شود. در غرب اروپا، استفاده مشابهی از سکه در تدفین در مناطق ساکن سلت‌ها از فرهنگ گالو رومی، هیسپانیا و بریتانیا (استان روم) فرهنگ‌ها، و در میان ژرمن‌ها دوران باستان متأخر و دوران مسیحیت اولیه، با نمونه‌های پراکنده تا اوایل قرن بیستم وجود داشت.
اگرچه باستان‌شناسی نشان می‌دهد که اسطوره‌شناسی یونانی-رومی یک رسم واقعی را منعکس می‌کند، اما قرار دادن سکه‌ها با مردگان نه فراگیر بوده و نه تنها به یک سکه در دهان متوفی محدود می‌شد.
در بسیاری از تدفین‌ها، گذرنامه برای مردگان یا اگزونومیا جای سکه یا صلیب‌های ورق طلا را در دوره مسیحیت اولیه می‌گرفت. وجود سکه یا دفینه در کشتی-دفن آلمانی مفهومی مشابه را مطرح می‌کند.

## بررسی اجمالی
ابول‌های شارون سکه‌هایی بودند که قبل از دفن در دهان یا روی دهان یک مرده قرار می‌گرفتند. طبق منابع ادبی یونانی و لاتین، این رشوه برای خارون، قایقران بود که ارواح را به آن سوی رودخانه‌ای می‌برد که دنیای زنده‌ها را از جهان مردگان جدا می‌کرد. یکی از آنها یک سر با انوار منور را نشان می‌دهد، احتمالاً خدای خورشید هلیوس یا آپولو. نوع دیگری زنبور عسل را به تصویر می‌کشد که شاید آرزوی یک زندگی شیرین پس از مرگ را بیان می‌کند.